# Француски устав (1793)
Устав године I, Француски устав из 1793. године или Монтањарски устав (фр. Acte constitutionnel du 24 juin 1793) је био Устав Прве француске републике од 1793. до 1795. године. Донели су га Монтањари на челу са Максимилијаном Робеспјером након збацивања власти жирондинаца. Укинут је од стране термидорских власти 1795. године и замењен је новим Уставом. 

## Устав
Овај Устав је био последица недовршене револуције и компромиса до којих је дошло. Револуција је само годину дана после доношења Устава из 1791. ушла у своју најбурнију фазу. Уставом није био задовољан краљ, а ни велики део револуционара.   
Пошто се Паризом раширила вест да краљ намерава да позове у помоћ аустријске и пруске трупе како би сузбио револуцију, маса Парижана је почетком августа покуљала да се обрачуна са монархијом. У Паризу је сазвана новa револуционарна скупштина од 750 чланова – Конвент, који већ у септембру 1792. укида монархију. Француска први пут постаје република. Убрзо је изабран и нови Конвент, на основу општег бирачког права. Осудио је краља на смрт – убијен 21. јануара 1793. године. Конвент је почео да припрема нови, републикански Устав. Оформиле су се две главне струје – жирондинци, представници најбогатијих грађана и јакобинци, представници средње и ситне буржоазије. Радикални јакобинци увели су преки суд, чија су решења коначна; формирају револуционарно извршно тело – Одбор јавног спаса; намећу прогресивни порез за богате; распродају имања оних који су побегли из земље. Конвент је донео Закон о наслеђивању, који је био снажан удар на доктрину Католичке цркве, јер подразумева да се ванбрачна деца признају као брачна. Јакобинци добијају превагу у Конвенту и уводе тзв. јакобинску диктатуру. Главни носиоци свих промена постали су монтањари – најрадикалније крило јакобинаца.
Након револуције од 2. јуна 1793. године, први задатак Монтање био је да умири народне покрете. То је учинила доношењем нових закона. Емигрантска добра подељена су сиромашним сељацима. Укинута су сва феудална права без накнаде. Изгласан је нов Устав, који су предложили монтањари. Пре свега Максимилијан Робеспјер  и Луј Антоан Сен-Жист, те се обично назива Монтањарски устав. Предлог је усвојен 24. јуна 1793. године. Уставни текст стављен је на референдум и тако био општеприхваћен. У Уставу је Француска дефинисана као република „једна и недељива“. Претходи му Декларација права, која је проширена у односу на Декларацију из 1789. године. У новој декларацији прикључена су нова права: проглашена је надмоћ народног над државним суверенитетом, бројна економска и социјална права (укинут је Ле Шапељеов закон), право на побуну, укидање ропства и др. Укинута је подела на активне и пасивне грађане коју су створили жирондинци. Монтањарски Конвент је убрзо донео "Закон о сумњивима" који је омогућио завођење јакобинског терора.
Устав је прихваћен са 1.800.000 према 17.000 гласова. Устав је заменио претходни из 1791. године. Остао је на снази до доношења Устава из 1795. године.  
Значај овог уставног пројекта је изузетан. Њиме је први пут афирмисан конвентски односно скупштински систем владавине, као облик демократског јединства власти. Сва власт је концентрисана у Народној скупштини, једнодомном законодавном телу, које држи под контролом извршну власт. Мандат посланика је годину дана. Скупштина доноси декрете и законе. Односно, по правилу, само предлаже закон који се, потом усвајао кроз основне скупштине. Закон би ступао на снагу када би га прихватила најмање једна половина департмана. Извршну власт имао је Извршни савет, од 24 члана, који је непосредно потчињен Народној скупштини. Извршни савет је био задужен за надзор над радом целокупне извршне власти, а именовао је други, оперативни орган – Старешине органа републике. Судска власт поверена је Касационом суду, на мандат од годину дана, како би се судска власт што више приближила што ширем кругу људи. 
Устав из 1793. године никада званично није ступио на снагу. Његови творци су схватали да је у постојећим околностима неприменљив. Његова решења везана за учешће народа у власти, водећи се идејом пуне демократизације власти, су била неостварива у пракси. Сва власт била је у рукама револуционарних Комитета јавне безбедности и Комитета јавног спаса. Новим уставом из 1795. године установљен је француски Директоријум. Револуционари из 1848. године били су инспирисани овим уставом. Начела устава из 1793. године постала су део идеолошког уверења Треће републике.